# Jacques Courtois

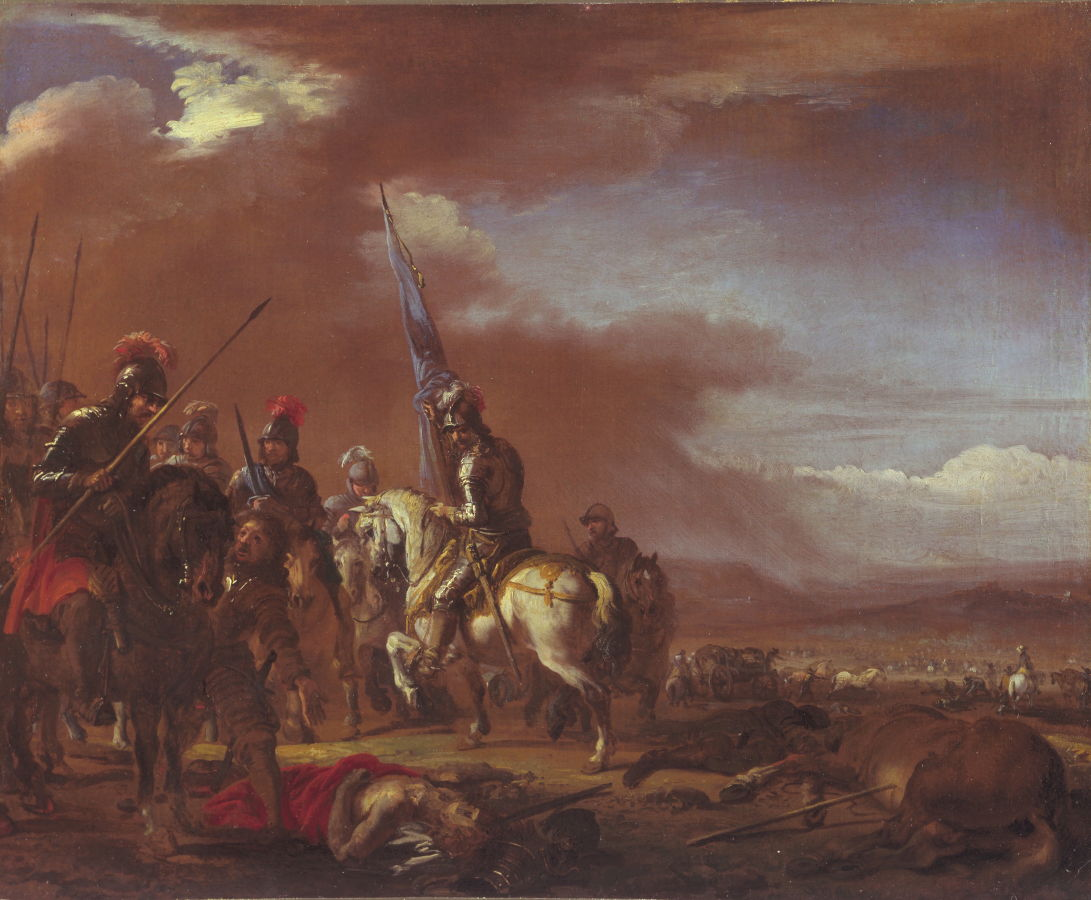
Dopo la battaglia, olio su tela, Fine Arts Museums of San Francisco, 1660 circa

Jacques Courtois, detto anche Giacomo Cortesi o Il Borgognone per le sue origini (Saint-Hyppolite, 12 febbraio 1621 – Roma, 14 novembre 1676) è stato un pittore francese.

## Biografia
Jacques Courtois nacque nel febbraio del 1621 a Saint-Hippolyte, nella Franca Contea, all'epoca dominio degli Asburgo di Spagna. Ricevette le prime lezioni di pittura dal padre Jean-Pierre che avviò alla pittura anche i due fratelli di Jacques, Guillaume e Jean-François. Condotto ancora giovane (1635) a Milano, servì per tre anni nell'esercito spagnolo disegnando fra marce e battaglie, sul modello di Jacques Callot, scene di combattimento, paesaggi e costumi guerreschi. Poi, lasciate le armi e trasferitosi nel 1639 a Bologna, entrò alla scuola del pittore lorenese Jérôme Colomès e successivamente a quelle di Guido Reni e di Francesco Albani, passando dalla pittura di battaglie ai soggetti mitologici e religiosi. Ma ritornò presto alle scene di battaglia durante un breve soggiorno a Firenze presso due pittori olandesi, Crabat e Monsù Montagna, e a Roma, seguendo l'esempio di Michelangelo Cerquozzi. Fu influenzato molto anche dal napoletano Aniello Falcone, il migliore pittore di battaglie vivente in Italia nella prima metà del '600.
Giunse a Roma intorno al 1639-1640 e inizialmente visse nel monastero di Santa Croce in Gerusalemme per intercessione dell'abate milanese Don Ilarione Rancati. L'abate fu anche determinante per assicurare le prime commissioni ufficiali di Courtois, come il grande affresco del miracolo dei pani e dei pesci nel refettorio del monastero (1641).
A Roma strinse amicizia anche con Pieter van Laer, detto il Bamboccio, al quale talora sembrò ispirarsi nelle sue scene popolari; nella pittura religiosa non fu estraneo agli influssi di Pietro da Cortona. Alla morte della moglie Maria Vaiani, ritornò per breve tempo in patria e di là, dopo un lungo viaggio durato ben tre anni, tornò in Italia: a Venezia, dove fu chiamato da Nicolò Sagredo per dipingere nella sua galleria storie sacre; a Bergamo, dove soggiornò ininterrottamente presso i conti Vecchi dal 1647 al 1649, lasciandovi parecchie Battaglie, due pale d'altare e un bellissimo ritratto di armigero; a Firenze, protetto e onorato di molte commissioni da Mattias de' Medici. Nel 1657 entrò nella Compagnia di Gesù a Roma, visse nel noviziato di S.Andrea a Monte Cavallo e presso la Casa dei Gesuiti. Una delle prime realizzazioni di questo periodo fu la serie di sei "battaglie vinte per l'intercessione della Vergine Maria" che si trovano nella Cappella primaria del Collegio Romano. Contribuì anche alla decorazione murale dei corridoi degli appartamenti di Sant'Ignazio (la casa professa di Gesù). Nel 1672, su richiesta del Superiore Generale, preparò gli schizzi per la decorazione dell'abside della Chiesa del Gesù, ma non poté portare a termine l'opera a causa del declinare della sua salute. Morì a Roma il 14 novembre 1676.
Gian Lorenzo Bernini così commentò: "Tra i pittori di quel tempo in Europa , nessuno ha eguagliato Courtois nell'espressione grafica dell'orrore della battaglia".

## Opere

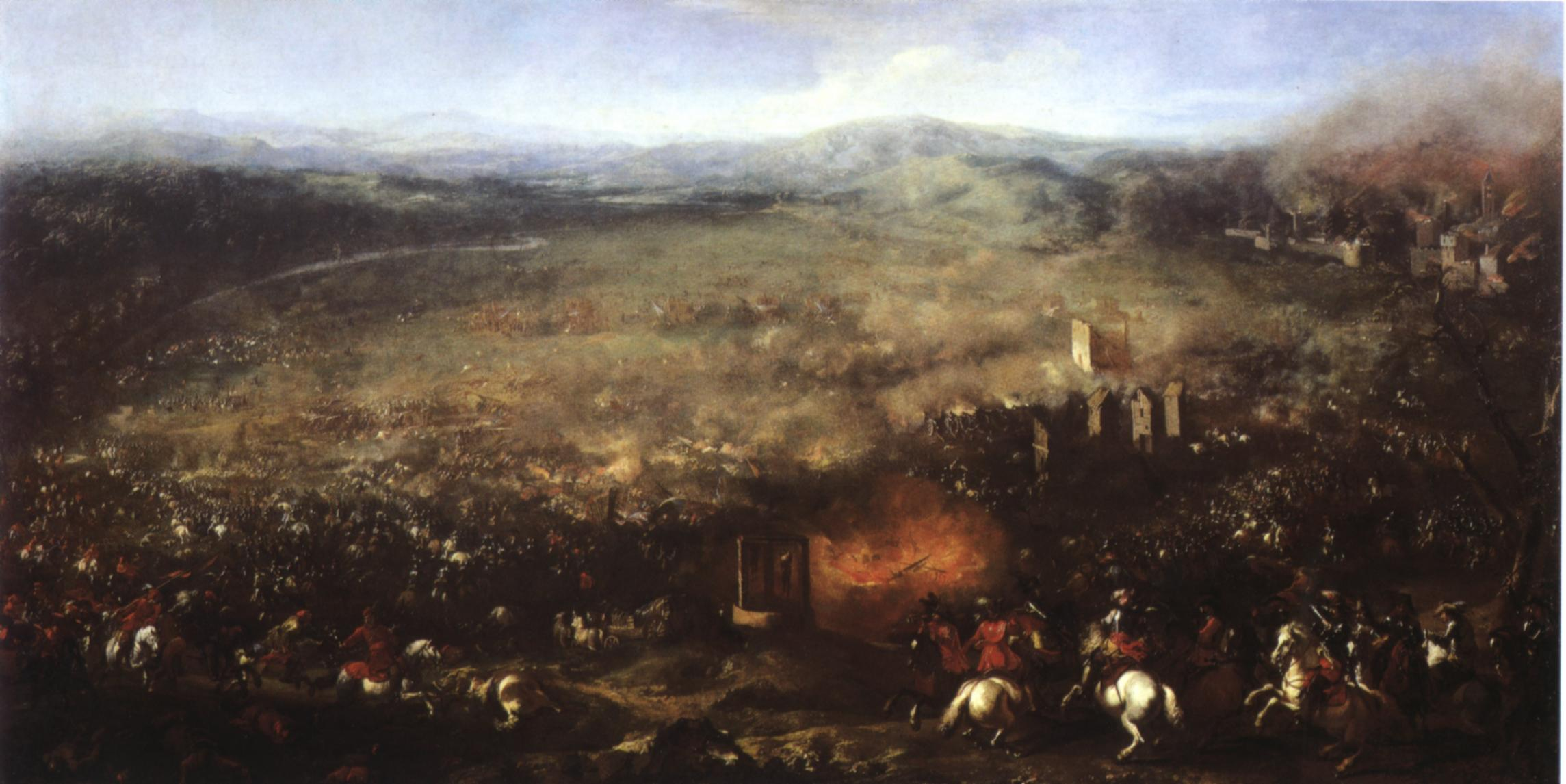
La battaglia di Lützen

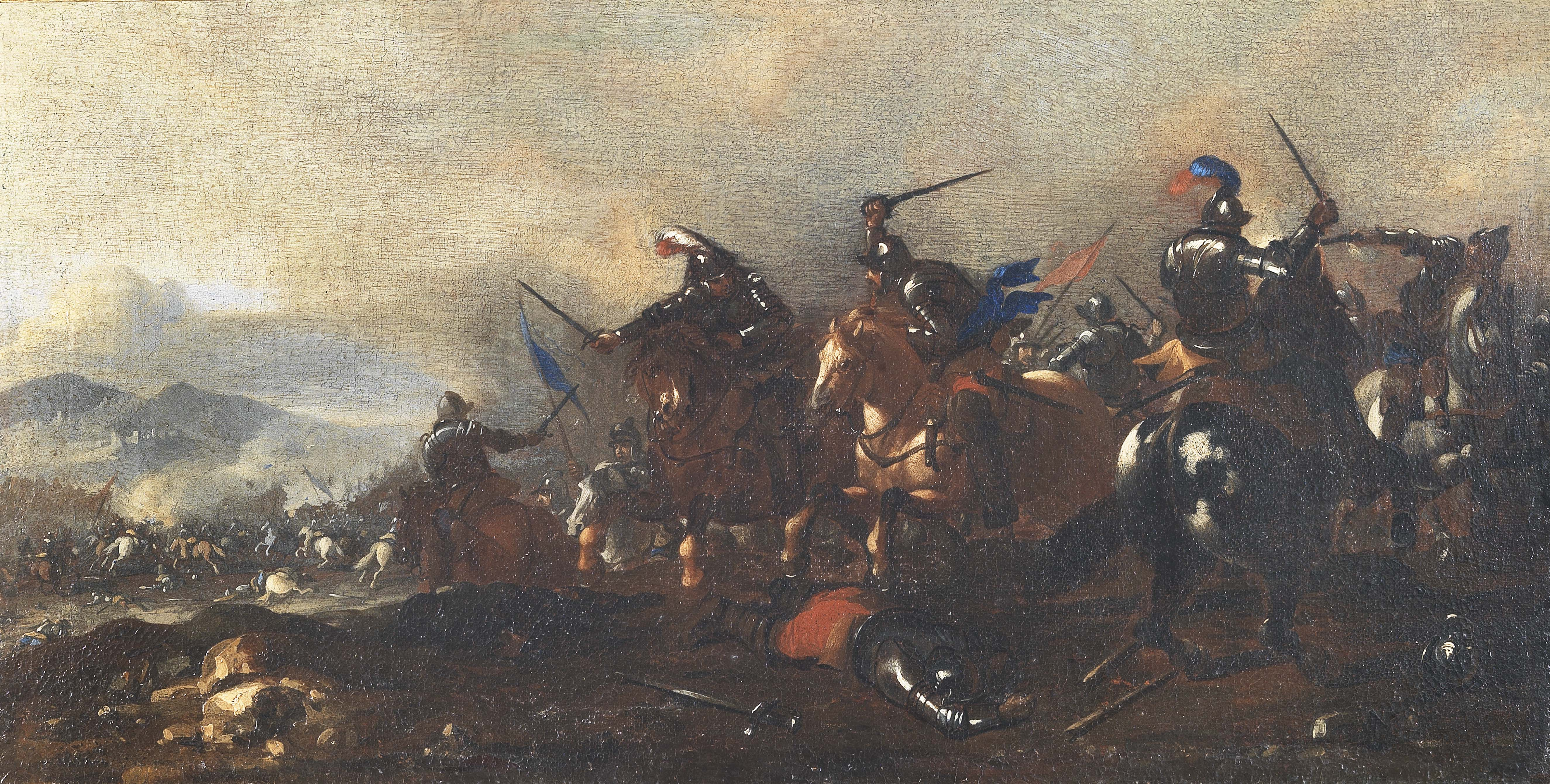
Battaglia di Cavalleria. Collezione Mainetti (Roma)

- Il miracolo dei pani e dei pesci (1640), Santa Croce, Roma
- La battaglia di Mongiovino, ora presso la Galleria degli Uffizi a Firenze
- Mosè che prega per il combattimento con gli Amaleciti
- La battaglia di Nördlingen del 1634, 1648, Westfälisches Landesmuseum für Kunst und Kulturgeschichte, Münster
- La battaglia di Lützen, 1655
- Cappella della congregazione Prima Primaria al Collegio Romano, accesso per la chiesa di Sant'Ignazio, Roma, 1659-61, collaborazione con Guillaume Courtois
- Malviventi che assalgono un gruppo di viaggiatori, penna e inchiostro seppia su carta bianca, collezione privata
- Battaglia di Cavalleria, olio su tela 35 x 69 cm. Collezione M, (Collezione privata)
- Il martirio di quaranta missionari gesuiti, olio su tela, 1661-1676 circa. (Palazzo del Quirinale)
- Assunzione di Maria, 1666 ca., affresco, decorazione absidale della Collegiata di Santa Maria Assunta ad Ariccia
- Madonna col bambino ed i Santi Antonio, Giacomo e Giovanni evangelista olio su tavola, (1656), pala d'altare conservata nella chiesa di San Giovanni in Villa d'Adda